# Madacontia magnifica
Madacontia magnifica is een vlinder uit de familie van de uilen (Noctuidae). De wetenschappelijke naam van deze soort is voor het eerst voorgesteld als Calpiformis magnifica door Pierre Viette in een publicatie uit 1957.
De soort komt voor op Madagaskar.